# Веленци
Веленци (болг. Веленци) — село в Болгарии. Находится в Габровской области, входит в общину Трявна. Население составляет 6 человек.

## Политическая ситуация
Веленци подчиняется непосредственно общине и не имеет своего кмета.
Кмет (мэр) общины Трявна — Драгомир Иванов Николов (независимый) по результатам выборов.